# کریستی (فیلم)
کریستی (انگلیسی: Kristy) یک فیلم ترسناک دلهره‌آور آمریکایی محصول سال ۲۰۱۴ به کارگردانی اولیور بلکبرن و با بازی هیلی بنت و اشلی گرین است. این فیلم داستان یک دانشجوی کالج را روایت می‌کند که در تعطیلات روز شکرگزاری تنها در محوطهٔ دانشگاه می‌ماند و خود را در وحشت فرقه‌ای از قاتلان آیینی می‌یابد. این فیلم در ۱۴ اکتبر ۲۰۱۴ در جشنواره فیلم لندن به نمایش درآمد و همچنین اکران‌های سینمایی بین‌المللی نیز داشت. در ایالات متحده، این فیلم در ۱۷ اکتبر ۲۰۱۵ در لایف‌تایم پخش شد و در ۵ نوامبر ۲۰۱۵ نیز در نتفلیکس منتشر شد.

## بازیگران
- هیلی بنت در نقش جاستین
- اشلی گرین در نقش ویولت
- لوکاس تیل در نقش آرون
- کریس کوی در نقش بلو هودی
- مایک سیل در نقش بلک هودی
- لوسیوس فالیک در نقش گری هودی
- اریکا اش در نقش نیکول
- جیمز رانسون در نقش اسکات
- متیو سنت پاتریک در نقش وین
- آل ویسنته در نقش دیو